# 2月3日
2月3日是公历（平年）年的第34天，离一年的结束还有331天（闰年是332天）。

## 大事记

### 19世紀以前
- 960年：后周殿前都点检赵匡胤发动陈桥兵变，让士兵拥戴其为皇帝，宋朝建立。
- 1451年：奥斯曼帝国蘇丹穆拉德二世去世，其子穆罕默德二世继承王位。
- 1488年：葡萄牙航海家巴尔托洛梅乌·迪亚士船队在莫塞尔湾登陆，为首支绕过非洲好望角的欧洲船队。
- 1509年：葡萄牙帝國海軍在第烏戰役擊敗多國聯合艦隊，實現控制印度洋地區的戰略。
- 1637年：荷蘭共和國哈倫持續攀升3個月的鬱金香球根期貨價格暴跌，宣告鬱金香狂熱的泡沫化。
- 1783年：美國獨立戰爭：西班牙承認美國獨立。

### 19世紀
- 1809年：第10屆美國國會（英语：10th United States Congress）通過法案將印第安納領地西部析出為伊利諾領地，並於同年3月1日實施。
- 1830年：俄罗斯、英国和法国签署《伦敦协议》，承认希腊脱离奥斯曼帝国而独立。
- 1852年：太平天國南王冯云山创制《太平天曆》。
- 1862年：摩爾達維亞和瓦拉幾亞正式合併，成立羅馬尼亞聯合公國。
- 1867年：在日本孝明天皇於京都御所逝世後，年僅16歲的明治天皇按照其繼承順位成為天皇。
- 1870年：美國憲法第十五條修正案正式生效，禁止聯邦及各州以公民的種族、膚色或以前曾為奴隸而限制其選舉權。
- 1896年：台灣總督府民政局通知各國駐台灣領事，宣告日本領有其「第一個殖民地」[1]。

### 20世紀
- 1913年：美國憲法第十六條修正案正式生效，允許美國國會可就任何收入來源徵收所得稅，無須按各州比例分配或考慮任何人口普查數據。
- 1917年：第一次世界大戰：美國宣布與德意志帝國斷交，以抗議德意志帝國前一日所宣布的無限制潛艇政策。
- 1918年：《纽约时报》开始在全美發行。
- 1930年：越南三个共产主义组织在胡志明的召集下在香港九龙华仁书院召开会议，合併为越南共产党。
- 1936年：红军抗日先锋军渡河东征[2]。
- 1944年：第二次世界大戰：美國攻佔馬紹爾群島。
- 1946年：关东军残部在东北通化市发动暴动，随即被中共政权平定。
- 1952年：中共要求“三反”运动和整党运动相结合。
- 1959年：音樂死去的那一天：一架飞机在的克利爾湖附近坠毁，机上的巴迪·霍利、里奇·瓦倫斯、大波普和飞行员羅傑·彼得森（英语：Roger Peterson (pilot)）在空难中丧生。
- 1966年：苏联太空探测器月球9号成功降落在月球表面上，成为首颗在月球软着陆的机器人太空载具。
- 1966年：中共中央文化革命小组拟定《二月提纲》。
- 1969年：阿拉法特成为巴勒斯坦解放組織领导人。
- 1970年：臺灣鐵路管理局開行莒光號列車。
- 1986年：教宗若望保祿二世在印度加爾各答接見德蘭修女。
- 1989年：巴拉圭陸軍第一司令安德烈斯·羅德里格斯發動政變，推翻阿尔弗雷多·史托斯納爾政權。
- 1992年：農曆年三十晚，石崗船民中心爆發嚴重騷亂，事件起因為船民買賣自製私酒及爭用熱水有關。當晚大約十一點南越及北越的船民開始毆鬥，有人放火燒毀船民營，亦阻止其他船民逃走，其間警方因場面失控而一度需要撤退。事件造成24人死亡，百多人受傷，為香港越南船民騷亂中傷亡人數最嚴重的一次。[3]
- 1995年：美國國家航空暨太空總署甘迺迪太空中心旗下發現號太空梭執行太空梭-和平號計劃之STS-63任務與蘇聯所屬之和平號太空站會合，太空人艾琳·科林斯成為第一位駕駛太空梭的女性。
- 1996年：中国丽江市发生7级地震，共有309人死亡，4070人重伤，12987人轻伤，7.86亿（一说30.5亿）元人民币的直接损失。
- 1997年：南非永久宪法正式生效。

### 21世紀
- 2004年：天文學家在太陽系外行星HD 209458 b（歐西里斯）的大氣中檢測到氧和碳的存在，並已知該行星正在向太空排放氣體。
- 2005年：阿富汗私營卡姆航空一架波音737客機在首都喀布爾以東35公里墜毀，機上104人全部遇難。
- 2008年：日本正式宣布其海上自卫队将在三个月之内向索马里派出军舰，为该国过往船只进行护航。
- 2012年：匈牙利國營航空公司匈牙利航空因債務問題而中止營運。
- 2014年：位於俄羅斯莫斯科的第263中學發生槍擊事件。
- 2017年：联合国人权理事会发布一份报告，报告详述了缅甸国防军和缅甸警察部队对缅甸罗兴亚少数民族的大规模暴行，包括轮奸、大规模屠杀和种族清洗，这些行为可能构成危害人类罪。
- 2020年：存放於美國加州史丹福大學胡佛研究所的蔣經國日記正式對外公開。
- 2022年：伊斯兰国第二任哈里发阿布·易卜拉欣·哈希米·库雷希在美国特种作战司令部的突袭行动中引爆炸弹自尽。
- 2023年：美国俄亥俄州东巴勒斯坦一列载有氯乙烯等危险化学品的货运列车发生火灾与爆炸，随后大量有毒危险化学品泄露。

## 出生
- 1478年：爱德华·斯塔福德，英国白金汉公爵（1521年逝世）
- 1689年：布拉斯·德莱索，西班牙海军上将（1741年逝世）
- 1721年：弗里德里希·塞德利茨，普鲁士骑兵将军（1773年逝世）
- 1736年：约翰·阿尔布雷希茨贝格，奥地利作曲家（1809年逝世）
- 1795年：安東尼奧·何塞·蘇克雷，委內瑞拉獨立運動領袖，第2任玻利維亞總統（1830年逝世）
- 1809年：，德国作曲家、钢琴家、指挥家（1847年逝世）
- 1811年：霍勒斯·格里利，美国记者兼编辑（1872年逝世）
- 1830年：羅伯特·蓋斯科因-塞西爾，英国政治人物，曾任英國首相（1903年逝世）
- 1833年：蘇丹阿布·巴卡，柔佛蘇丹（1895年逝世）
- 1881年：哈里·埃德溫·伍德，英國天文學家（1946年逝世）
- 1885年：田邊元，日本哲學家（1962年逝世）
- 1894年：許地山，中国作家、教育家（1941年逝世）
- 1894年：胡安·内格林，西班牙政治人物，前任西班牙總理（1956年逝世）
- 1894年：諾曼·洛克威爾，美國畫家、插畫家（1978年逝世）
- 1899年：老舍，中國作家、戏剧家（1966年逝世）
- 1909年：西蒙娜·韦伊，法国宗教思想家、社会活动家（1943年逝世）
- 1920年：亨利·哈姆立克，美国外科医生（2016年逝世）
- 1921年：拉爾夫·阿爾弗，美國物理學家、天文學家（2007年逝世）
- 1938年：确吉坚赞，藏传佛教格鲁派第十世班禅额尔德尼（1989年逝世）
- 1939年：迈克尔·西米诺，美国电影导演（2016年逝世）
- 1940年：李釗，中國地雷爆破專家（2023年逝世）
- 1947年：盧雄，香港演員、配音員（2022年逝世）
- 1947年：毛俊輝，香港話劇導演
- 1948年：賀寧·曼凱爾，瑞典小说作家（2015年逝世）
- 1948年：嘉祿·斐理伯·西門內斯·貝洛，東帝汶天主教主教、慈幼會會士、帝力教區榮休宗座署理，1996年諾貝爾和平獎得主
- 1951年：，布吉納法索政治人物、獨裁者，第6任布吉納法索總統
- 1956年：朱雲漢，臺灣政治學家（2023年逝世）
- 1957年：埃里克·蘭德，美國生物學家
- 1958年：格里高利·曼昆，美国经济学家
- 1959年：昌·單多吉，蘇利南政治人物，第9任蘇利南總統
- 1960年：约阿希姆·勒夫，德国足球教练
- 1966年：麥玲玲，香港堪輿學家、演員
- 1967年：岡本麻彌，日本女性聲優
- 1967年：路易斯·伊格萊西亞斯，巴拿馬職業棒球運動員
- 1969年：博·拜登，美国律师及政治家（2015年逝世）
- 1969年：彩花珉，日本漫畫家
- 1970年：安東尼·羅素，美國電視及電影導演、製片、編劇
- 1970年：連勝文，台灣政治人物，現任中國國民黨副主席
- 1972年：紀大偉，台灣作家、學者
- 1973年：鄭仲茵，台灣演員
- 1973年：陳建騏，台灣音樂製作人
- 1974年：楊千嬅，香港歌手、演員
- 1974年：郭偉亮，香港作曲家、歌手
- 1974年：彭坤，中国新闻主播和节目主持人
- 1976年：艾絲拉·費雪，澳洲女演員
- 1977年：洋基老爹，波多黎各歌手
- 1978年：艾瑪·阿拉穆丁，英國女律師
- 1979年：黃士，台灣音乐制作人
- 1979年：佟大为，中國男演員
- 1980年：林小珍，香港新聞從業員
- 1983年：古力，中國職業圍棋棋士
- 1984年：伊莉莎白·霍姆斯，美国企业家
- 1985年：盧琳，中國職業足球運動員
- 1988年：曹圭賢，韓國男子偶像團體Super Junior成員
- 1988年：許展榮，台灣知名YouTuber團體這群人成員
- 1988年：許展瑞，台灣知名YouTuber團體這群人成員
- 1990年：小原莉子，日本女性聲優、吉他手
- 1990年：孟佳，韓國女子偶像團體miss A成員
- 1990年：表藝珍，韓國女演員
- 1991年：谷內亮太，日本棒球運動員
- 1991年：凱文·貝倫斯，德國職業足球運動員
- 1993年：安德里·皮利希科夫，烏克蘭戰鬥機飛行員（2023年逝世）
- 1994年：潘傑楷，臺灣職業棒球運動員
- 1994年：和田颯，日本男子偶像團體Da-iCE成員
- 1995年：土屋太鳳，日本女演員
- 1995年：艾米·盧·伍德，英國女演員
- 1997年：祖斯馬·昆特路，厄瓜多職業足球運動員
- 1999年：橋本環奈，日本女演員
- 1999年：弓木奈於，日本女子偶像團體乃木坂46成員
- 1999年：金知範，韓國男子偶像團體Golden Child成員
- 1999年：李佳泫，韓國女子偶像團體Dreamcatcher成員
- 2000年：熊田茜音，日本女性聲優
- 2004年：Rei，韓國女子偶像團體IVE成員
- 2006年：荣梓杉，中國男演員
- 生年不詳：田邊幸輔，日本男性聲優

## 逝世
- 13年：孝元皇后王政君，漢元帝劉奭皇后，漢成帝劉驁生母（前71年出生）
- 853年：小野篁，日本平安時代官吏、漢學者、歌人（802年出生）
- 1116年：卡爾曼，匈牙利國王（1070年出生）
- 1428年：足利義持，日本室町幕府第4代征夷大將軍（1386年出生）
- 1451年：穆拉德二世，鄂圖曼帝國蘇丹（1404年出生）
- 1468年：約翰內斯·谷登堡，西方活字印刷術發明人（1398年出生）
- 1573年：村上義清，日本戰國時代武將（1501年出生）
- 1577年：上泉信綱，日本戰國時代兵法家，新陰流開山始祖（1508年出生）
- 1820年：阮福映，越南阮朝開國君主（1762年出生）
- 1862年：讓-巴蒂斯特·必歐，法国物理学家（1774年出生）
- 1862年：卡爾·路德維希·布盧姆，德國-荷蘭植物學家（1796年出生）
- 1881年：約翰·古爾德，英國鳥類學家、商人、藝術家（1804年出生）
- 1900年：威廉·格貝爾，美國政治家，第34任肯塔基州州長（1856年出生）
- 1901年：福澤諭吉，日本思想家（1835年出生）
- 1919年：愛德華·皮克林，美國天文學家（1846年出生）
- 1923年：黑木為楨，日本陸軍將領（1844年出生）
- 1924年：伍德羅·威爾遜，美國政治人物，第28任美國總統（1856年出生）
- 1925年：奧利弗·黑維塞，英國物理學家、電子工程師（1850年出生）
- 1940年：郑作民，中华民国国民革命军将领（1902年出生）
- 1940年：楊瑞符，中華民國國民革命軍第八十八師五百二十四團營長，四行倉庫保衛戰的指揮者之一（1902年出生）
- 1951年：載灃，清朝攝政王，末代皇帝溥儀生父（1883年出生）
- 1959年：北欖寺祖師，泰國佛教住持（1884年出生）
- 1959年：「音樂死去的那一天」空難身亡者
  - 大波普，美國歌手、作曲家、唱片騎師（1930年出生）
  - 巴迪·霍利，美国摇滚歌手、音乐人（1936年出生）
  - 里奇·瓦倫斯，墨西哥裔美國歌手、詞曲作家、吉他手（1941年出生）
- 1969年：熊慶來，中國數學家，文化大革命受迫害至死（1893年出生）
- 1975年：烏姆·庫勒蘇姆，埃及女歌手、音樂家和演員（1898年出生）
- 1987年：高松宮宣仁親王，日本皇室成員（1905年出生）
- 1993年：谭绍文，中國共產黨中央政治局委員、天津市委书记（1929年出生）
- 2000年：二階堂進、日本政治家（1909年出生）
- 2008年：傅伯寧，台灣作家、翻譯家（1960年出生）
- 2009年：蔡章獻，臺灣天文學家（1923年出生）
- 2009年：聖嚴法師，法鼓山創辦人（1930年出生）
- 2011年：黎明，香港傳媒工作者（1920年出生）
- 2013年：潘安邦，台灣藝人（1954年出生）
- 2021年：赵英俊，中国歌手、音乐制作人、演员（1977年出生）
- 2022年：赫里斯托斯·薩采塔基斯，希臘法學家，前希臘總統（1929年出生）
- 2022年：阿布·易卜拉欣·哈希米·庫雷希，伊斯蘭國第2任哈里發（1976年出生）
- 2024年：维托里奥·埃曼努埃莱·迪·萨伏伊，義大利國王翁貝托二世之子（1937年出生）
- 2024年：鄭啟泰，香港電台節目主持、演員（1967年出生）
- 2025年：麥克·布洛維，英國社會學家（1947年出生）
- 2025年：阿爾緬·薩爾基相，烏克蘭黑幫人物、親俄合作者（1978年出生）

## 节假日和习俗
- 泰國：退伍軍人節
- 聖多美和普林西比：烈士節
- 莫桑比克：英雄日（英语：Heroes' Day）
- 越南：越南共產黨誕生紀念日